# Pütz (Schifffahrt)

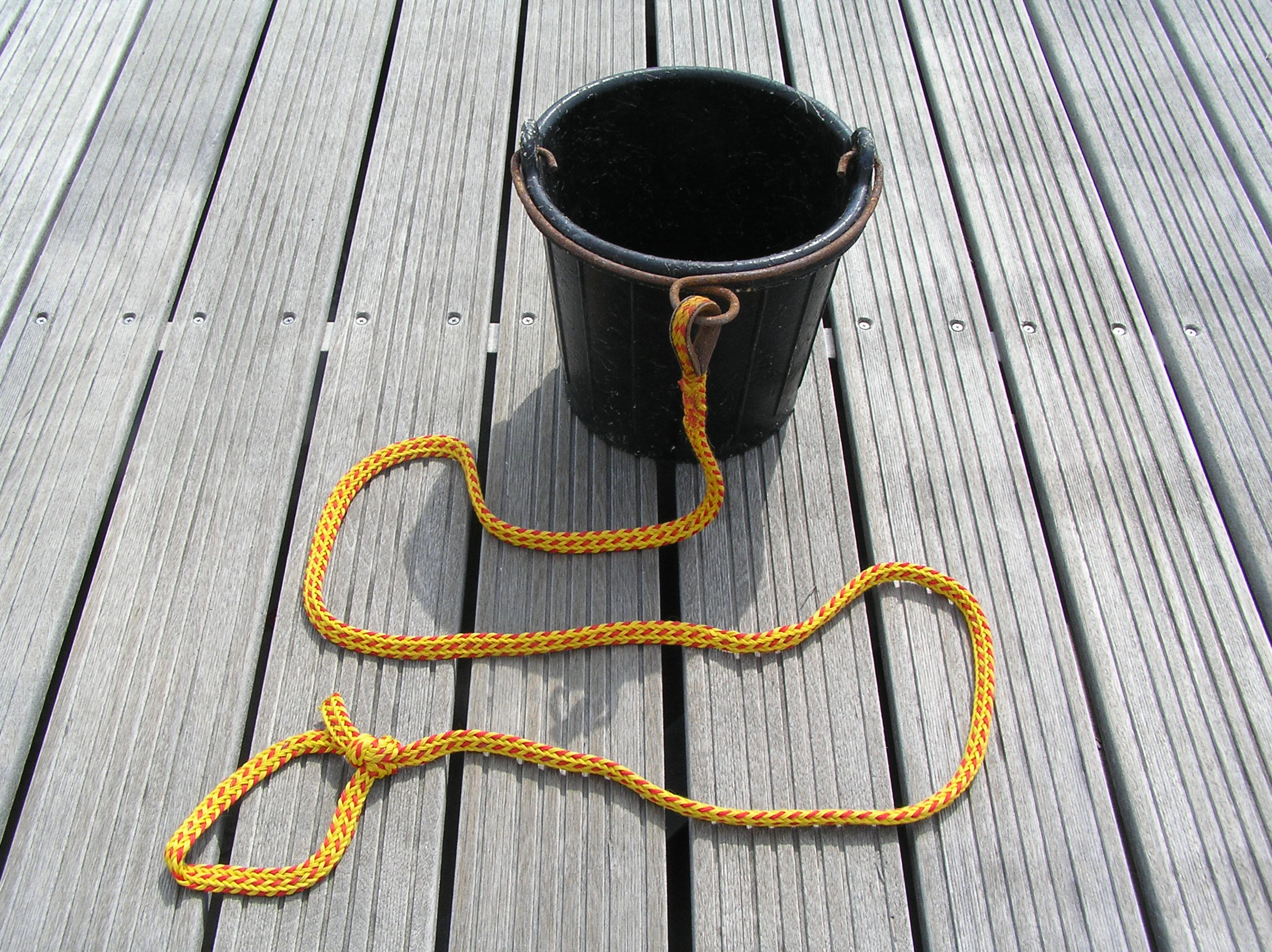
Pütz

Eine Pütz, auch Schlagpütz genannt, bezeichnet in der Schifffahrt einen Eimer mit einer Leine am Henkel.
Mit einer Pütz können größere Mengen Wasser aus einem Schiff gelenzt werden. Umgekehrt kann mit einer Pütz auch Seewasser von außerbords an Deck geschöpft werden, beispielsweise um damit das Deck zu schrubben oder einen Brand im Schiff zu löschen. Damit die Pütz beim Wasserschöpfen auch ins Wasser eintaucht, ist sie in der Regel am Boden mit einem Ballastgewicht versehen.
Zum Schöpfen kleinerer Wassermengen eignet sich insbesondere ein Ösfass. Eine Variante zur Messung der Wassertemperatur ist die Marinepütz.